# Porina longispora
Porina longispora är en lavart som beskrevs av Vezda. Porina longispora ingår i släktet Porina och familjen Porinaceae.   Inga underarter finns listade i Catalogue of Life.